# 譚德
譚德（1368年—1381年），人稱譚公。明朝初年的廣東惠州神童，歸善縣大嶺（今惠州市惠東縣大嶺鎮）人。過世後被奉為海神，今日港澳民眾多所奉祀。
五代時福建泉州有另外一位神祇譚峭，亦被稱為譚公，但與譚德並非同一神祇。

## 簡介
生於元朝末至正二十八年（1368年）農曆四月初八佛誕日，3歲時父母雙亡，由外婆撫養，在多祝鎮麥田村長大。相傳7、8歲時已能呼風喚雨、降龍伏蛇，生性純樸善良，智慧超人，為人熱心，積善好德，他有“稔葉為魚施力”、“杯茶化雨救羅城”、“唐牛好駛”、“定風救船”等神蹟，更為惠州民間廣泛傳頌。
13歲時在九龍峰“羽化”。當時羽化登仙之地，現稱之為“得道亭”。傳說譚公得道後，擁有呼風喚雨和治病救人的神通，經常治療患病的鄉民，又幫助附近的漁民預測天氣，深受敬仰，其後漁民更設廟供奉這位神童，譚公也成為了廣東一帶著名的「海神」。
明太祖洪武十六年（1383年）群眾為紀念譚德，在他登仙的地方建“得道亭”。明宣德九年（1434年）建九龍峰祖廟，供人祈拜。
清咸豐四年（1854年）惠州翟火姑起事，圍攻惠州城，譚公託夢祐助守城官兵。朝廷敕封「襄濟真人」，賜「譚公仙聖權杖」；惠州知府獻有“神恩廣被”匾額。
香港開埠初年，對石材需求甚殷，吸引不少惠州的石匠來港，同時把譚公信仰帶來香港。